# Дейхофф, Маргарет
Маргарет Белль (Окли) Дейхофф (англ. Margaret Oakley Dayhoff; 11 марта 1925, Филадельфия, Пенсильвания — 5 февраля 1983, Cилвер-Спринг, Мэриленд) – американский биофизик и пионер в области биоинформатики. Дейхофф была профессором Медицинского центра Джорджтаунского университета и известным биохимиком-исследователем в Национальном фонде биомедицинских исследований, где она заложила основы применения математики и вычислительных методов в биохимии. В частности, она создала первую базу данных белковых последовательностей — Atlas of Protein Sequence and Structure; разработала однобуквенный код для обозначения аминокислот, широко используемый до сих пор; разработала одну из первых матриц аминокислотных замен (PAM, Point Accepted Mutation), использующихся для количественной оценки эволюционных расстояний между белками. Её работы позволили использовать компьютеры для восстановления филогенетических связей на основании молекулярных данных, что положило начало современной молекулярной эволюции и биоинформатике.
Дэвид Липман, директор Национального центра биотехнологической информации, назвал Дейхофф «матерью и отцом биоинформатики». В 1984 году была учреждена премия имени Маргарет О. Дейхофф. Эта премия ежегодно вручается женщинам, которые достигли выдающихся результатов в области биофизических исследований.

## Образование и карьера
Дейхофф родилась в Филадельфии, в возрасте десяти лет переехала с семьей в Нью-Йорк. Окончила школу в Бейсайде, Нью-Йорк, в 1942 году и затем получила стипендию для обучения математике в Вашингтон-сквер-колледже Нью-Йоркского университета, который окончила с отличием (magna cum laude) в 1945 году.
Дейхофф начала работу над докторской диссертацией по квантовой химии под руководством Джорджа Кимбелла в химическом департаменте Колумбийского университета. В своей диссертационной работе Дейхофф разработала вычислительные методы для расчета резонансных энергий ряда органических соединений.
После защиты диссертации Дейхофф с 1948 по 1951 годы изучала электрохимию под руководством Дункана А. Макиннеса в Рокфеллеровском институте. В 1952 году она переехала в Мэриленд со своей семьёй, а затем получила научную стипендию в Университете Мэриленда (1957–1959), где вместе с Эллисом Липпинкоттом работала над моделью химической связи. В Мэриленде она впервые получила доступ к новой высокоскоростной ЭВМ — IBM 7094. В 1960 году присоединилась к Национальному фонду биомедицинских исследований (NBRF) в качестве заместителя директора — эту должность она занимала в течение 21 года.
Дейхофф преподавала физиологию и биофизику в Медицинском центре Джорджтаунского университета в течение 13 лет. Она была членом Американской ассоциации содействия развитию науки (AAAS), а в 1980 году, после восьми лет членства, была избрана в совет Международного общества по изучению происхождения жизни (International Society for the Study of the Origins of Life). Дейхофф также входила в редакционные коллегии трёх журналов: DNA, Journal of Molecular Evolution и Computers in Biology and Medicine.

## Научный вклад
В NBRF начала сотрудничать с Робертом Ледли, заинтересовавшимся применением вычислительных технологий к решению биомедицинских задач. В 1962 году они опубликовали статью «COMPROTEIN: компьютерная программа для помощи в определении первичной структуры белков». В этой работе была описана программа для IBM 7090, которая воссоздавала полную первичную структуру белка на основе данных о пептидных фрагментах, полученных при расщеплении белка.
В начале 1960-х годов Дейхофф сотрудничала с Эллисом Липпинкоттом и Карлом Саганом для создания термодинамических моделей, описывающих химический состав атмосфер планет, включая до-биологическую атмосферу Земли. В рамках этой работы она разработала компьютерную программу, способную рассчитывать равновесные концентрации газов в атмосферных условиях различных планет. Это дало возможность теоретически предсказать состав атмосфер планет Солнечной системы. Используя свою программу, она исследовала, могла ли первичная атмосфера Земли содержать достаточное количество органических соединений, необходимых для зарождения жизни. Её расчёты показали, что многие небольшие, биологически значимые соединения могут образовываться в условиях химического равновесия без привлечения особых внеравновесных механизмов. Однако некоторые ключевые компоненты, такие как рибоза, аденин и цитозин, были крайне редкими в её моделях равновесных атмосфер.
Дейхофф была пионером в использовании компьютеров для сравнения аминокислотных последовательностей белков и реконструкции их эволюционной истории на основе выравниваний последовательностей. Определение Фредериком Сенгером первой полной аминокислотной последовательности белка (инсулина) в 1955 году вдохновило многих исследователей на секвенирование белков различных видов. В начале 1960-х годов возникла теория, согласно которой незначительные различия между гомологичными белковыми последовательностями (то есть последовательностями с высокой вероятностью общего происхождения) могут отражать процесс и скорость эволюционных изменений на молекулярном уровне. Идея о том, что такой молекулярный анализ может помочь учёным расшифровать эволюционные закономерности, была формализована в работах Эмиля Цукеркандля и Лайнуса Полинга в 1962 и 1965 годах.
Работа Дейхофф, опубликованная в 1966 году в соавторстве с Ричардом Эком, стала первой реконструкцией филогенетического древа с использованием метода максимальной экономии (maximum parsimony), выполненной компьютером на основании молекулярных данных. Для этой работы Дейхофф также разработала односимвольный код для аминокислот в попытке уменьшить объем данных, необходимых для хранения аминокислотных последовательностей. Однобуквенный код, предложенный Дейхофф, был принят Международным союзом теоретической и прикладной химии (IUPAC) и до сих пор широко используется.
В дальнейшем на основе этой работы Дейхофф и её коллеги разработали набор матриц замен, известный как PAM (Percent Accepted Mutation), MDM (Mutation Data Matrix), или матрица Дейхофф. Эти матрицы, полученные на основе выравнивания близкородственных белковых последовательностей, отражают вероятность того, что одна аминокислота в белке заменится на другую за определённое эволюционное время.
Одним из значительных вкладов Дейхофф в биоинформатику стал её «Атлас последовательностей и структуры белков» — книга, в которой были представлены все известные на тот момент белковые последовательности (всего 65), опубликованная ею в 1965 году. С тех пор работа была процитирована более 4 500 раз и впоследствии переиздавалась в нескольких редакциях. Этот труд привёл к созданию первой базы данных последовательностей белков — Protein Information Resource (PIR), поддерживающей удалённый доступ для анализа данных.  Наряду с параллельной инициативой Уолтера Гоуда, приведшей к созданию базы данных последовательностей нуклеиновых кислот GenBank, эта работа стала основополагающим источником данных молекулярных последовательностей.

## Личная жизнь
Была замужем за экспериментальным физиком Эдвардом С. Дейхоффом. У них родилось две дочери, которые также стали учеными — Рут и Джудит.  Джудит Дейхофф получила докторскую степень по математической биофизике в Пенсильванском университете. Рут Дейхофф окончила Университет Мэриленда по специальности «Математика» и медицинский факультет Джорджтаунского университета, где она сосредоточилась на медицинской информатике. Стала одним из основателей Американского колледжа медицинской информатики, в настоящее время занимает должность директора по цифровой медицинской визуализации в Министерстве по делам ветеранов США.
Маргарет Дейхофф скончалась от сердечного приступа 5 февраля 1983 года в возрасте 57 лет.